# Desa Cibuluh (administrativ by i Indonesien, lat -7,64, long 108,74)
Desa Cibuluh är en administrativ by i Indonesien.   Den ligger i provinsen Jawa Barat, i den västra delen av landet, 260 km sydost om huvudstaden Jakarta.